# Pachycondyla chinensis
Pachycondyla chinensis är en myrart som först beskrevs av Carlo Emery 1895.  Pachycondyla chinensis ingår i släktet Pachycondyla och familjen myror. Inga underarter finns listade i Catalogue of Life.

## Bildgalleri

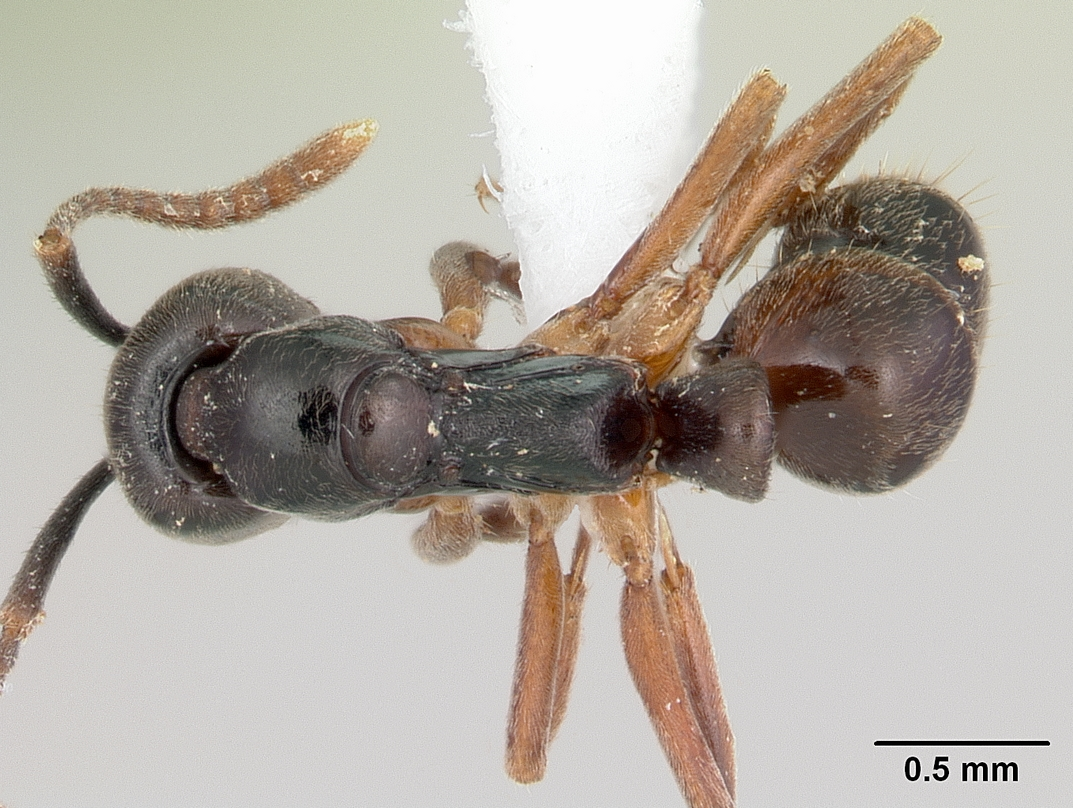
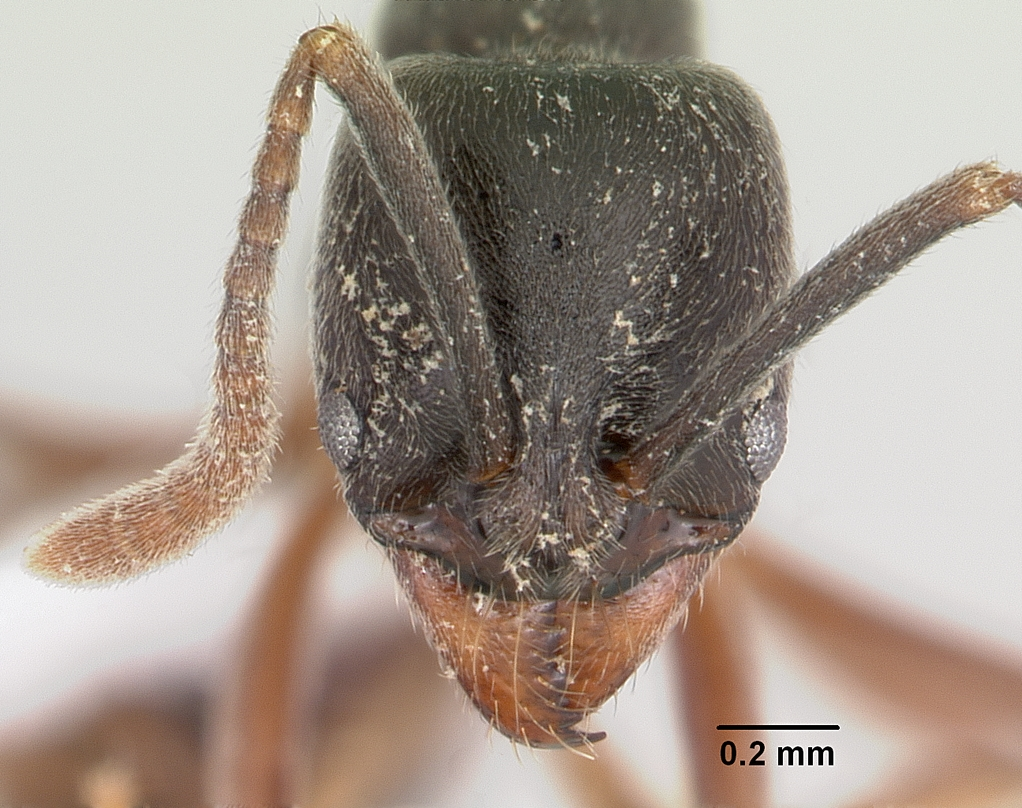
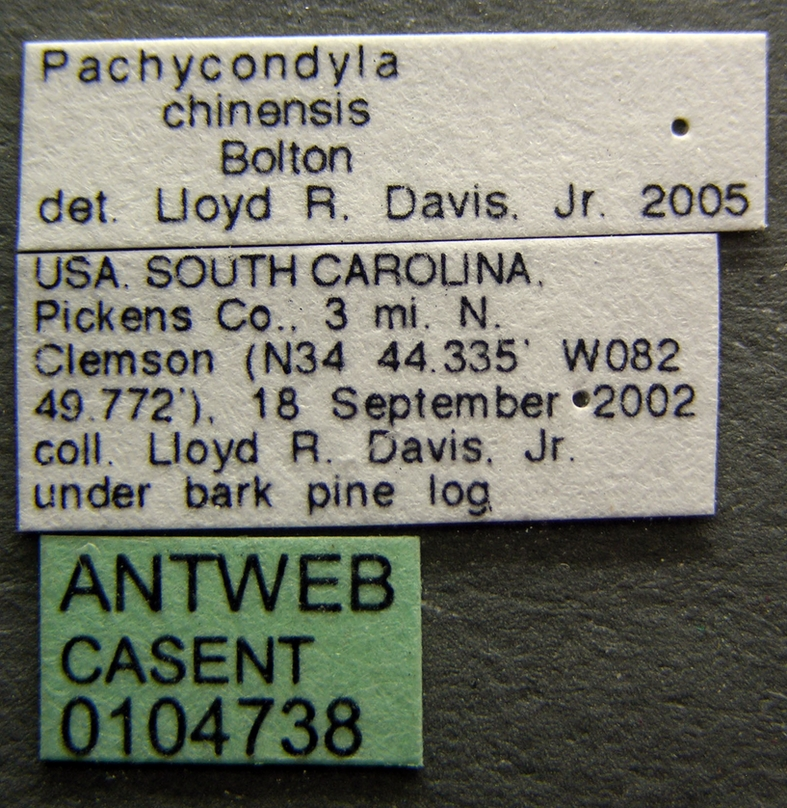